# Colonia Adolfo López Mateos, Temoaya
Colonia Adolfo López Mateos är en ort i kommunen Temoaya i delstaten Mexiko i Mexiko. Samhället hade 315 invånare vid folkräkningen 2020.